# Batalla de Héricourt
La batalla de Héricourt fue una contienda militar de la guerra de Borgoña. Tuvo lugar el 13 de noviembre de 1474 junto a Héricourt, en el actual departamento francés del Alto Saona. El resultado fue la derrota de Borgoña y sus aliados.

## Antecedentes
El emperador Federico III de Habsburgo se encontraba en guerra con Carlos el Temerario de Borgoña a causa de las ambiciones expansionistas del borgoñón. Federico temía perder los dominios de Habsburgo en Alsacia, que Segismundo de Austria había empeñado a Borgoña. La ciudad de Berna, por entonces en expansión, se asoció con el rey francés Luis XI, enemigo acérrimo de Carlos, pues los confederados habían entrado en guerra con Carlos. Como el borgoñón no pensaba devolver los estados empeñados, bajo la administración de Pedro de Hagenbach, Federico se asoció con la ayuda del rey francés con los confederados y les invitó a unirse a su campaña contra Carlos el Temerario.
El 12 de octubre, los confederados allanaron el camino hacia la guerra, al firmar con Segismundo de Austria el acuerdo de paz Ewige Richtung. Los confederados estaban en guerra con los Habsburgo desde la fundación de la Confederación Suiza. Por aquel tiempo se estableció también la Liga Inferior (una alianza de las ciudades de Basilea, Colmar, Estrasburgo y Sélestat), amenazadas por Carlos.
El 25 de octubre, Berna declaró la guerra del resto de los confederados a Carlos el Temerario. El día diguiente se firmó el tratado con Luis XI. Para que el tratado fuese equitativo y Luis XI accediese a firmarlo Berna accedió a enviar 3000 hombres a Alsacia. El 13 de noviembre, Segismundo de Austria y la Niedere Vereinigung le declararon la guerra a Carlos.

## Desarrollo
Inmediatamente después de declarar la guerra a Carlos el Temerario, los confederados y sus aliados (la Liga Inferior, Alsacia y las ciudades suabas del Imperio) enviaron 18 000 hombres contra el borgoñón. Esta fuerza asedió el 8 de noviembre la plaza de Héricourt, que controlaba el acceso a Borgoña desde Sundgau. Borgoña reaccionó mandando un ejército de 12 000 hombres bajo el mando del conde Henri de Neuenburg-Blamont en dirección a Héricourt.
Cuando los confederados avistaron a los borgoñones el 13 de noviembre, interrumpieron el asedio y atacaron al mando del bernés Nicolás de Scharnachthal. Con ayuda de la caballería de Habsburgo arrasaron a la caballería de Borgoña. A continuación se rindió la guarnición de Héricourt y la plaza pasó a manos de los Habsburgo.